# Borden-Wood-Maler
Der Borden Wood-Maler, auch Lamb-Maler, war ein attischer, in der Mitte des 5. Jahrhunderts v. Chr. tätiger, heute namentlich nicht mehr bekannter Vasenmaler des rotfigurigen Stils. Seinen Notnamen erhielt er nach einer Schale mit der Darstellung eines Athleten, in der ehemaligen Sammlung der Archäologin Winifred Lamb in Borden Wood, die sich heute im Fitzwilliam-Museum in Cambridge (Inv.-Nr.: GR 11.1955) befindet. Er gilt als ein später Nachfolger des Vasenmalers Duris. Aus stilistischen und ikonografischen Gründen wird ihm die Bemalung einer Reihe weiterer Schalen zugeschrieben.

## Werke
- Amsterdam, Allard Pierson Museum: Schale 622 (Jüngling mit Strigilis – Athlet?)
- Athen, Agora Museum: Schale P 19681 (Athlet mit Wurfspeer) [Fragment]
- Cambridge, Fitzwilliam Museum: Schale GR 11.1955 (Athlet mit Wurfspeer)[1]
- Florenz, Museo Archeologico Nazionale: Schale 78686 (Jüngling mit Speer)
- London, British Museum: Schale E 114 (Jüngling am Altar)[2]
- Rom, Museo Nazionale Etrusco di Villa Giulia: Schale (Athlet mit Wurfspeer) – Schale (Athlet) [Fragment]